# Michael Oher
Michael Jerome Oher (28 de mayo de 1986) es un deportista profesional estadounidense, jugador de fútbol americano. Se desempeñó en la posición de offensive tackle en los Carolina Panthers hasta el 2017. Fue seleccionado por los Baltimore Ravens en la primera ronda del Draft de la NFL 2009. Jugó a nivel universitario en la Universidad de Misisipi para los Ole Miss Rebels. Los acontecimientos de su vida acaecidos entre su último año de la escuela preparatoria y su primer año universitario sirvieron como base para el libro de 2006 The Blind Side: The Evolution of a Game del escritor Michael Lewis y para la película de 2009 Un sueño posible.

## Primeros años
Nacido bajo el nombre de Michael Jerome Williams, Jr., en Memphis, Tennessee, Estados Unidos. Fue uno de los doce hijos que tuvo su madre biológica, Denise Oher. Su madre fue adicta al alcohol y al crack  y su padre biológico, Michael Jerome Williams, pasó mucho tiempo en prisión, razones por las que recibió muy poca atención a lo largo de su niñez. Repitió los dos primeros grados de educación básica, asistiendo a once escuelas diferentes en sus primeros nueve años como estudiante. Fue colocado en un hogar adoptivo. El padre biológico de Oher fue compañero de celda del hermano de su madre, falleciendo en una prisión cuando Oher estaba en su último año de preparatoria.
Oher jugó fútbol americano durante su primer año en una escuela preparatoria pública en Memphis y ante la insistencia de una persona conocida suya con la cual vivía de manera temporal, un mecánico automotriz de nombre Tony Henderson, solicitó ser admitido en la escuela Briarcrest Christian School. Henderson estaba inscribiendo a su propio hijo en esa misma escuela para cumplir con el deseo de la abuela moribunda del niño y creyó que Oher también podría inscribirse. El entrenador del equipo de fútbol americano de esa escuela llevó la solicitud de Oher al director, quien accedió a aceptarlo en la escuela si primero completaba un curso de estudio en casa. A pesar de que no terminó ese curso, fue admitido cuando el director de la institución educativa se percató de que ese requerimiento hubiera evitado que Oher pudiera estudiar en el sistema educativo público.
Después de la temporada de fútbol americano de 2003 en Briarcrest, fue seleccionado como Lineman del Año de la División II, y como miembro titular del equipo Tennessee All-State. En Scout.com le calificaron como un prospecto de cinco estrellas y como el quinto mejor prospecto como liniero ofensivo en los Estados Unidos. Casi todo el tiempo en el que el estudió en Briarcrest, Oher estuvo viviendo en varios hogares adoptivos. En 2004, Leigh Anne y Sean Tuohy, una pareja que tenía a un hijo y a una hija asistiendo a la misma escuela, le permitieron vivir con ellos, lo acogieron, más no lo adoptaron. Su "nueva familia" comenzó a atender sus necesidades una vez familiarizados con su difícil infancia. También contrataron a un tutor para Oher, quien trabajó con él durante veinte horas por semana.
Oher también fue premiado como deportista en atletismo y baloncesto. Promedió 22 puntos y 10 rebotes por partido, siendo seleccionado como All-State, ayudando al equipo de baloncesto a tener una marca de 27–6, ganando el campeonato distrital en su último año. Oher también destacó en lanzamiento de disco a nivel estatal.
Oher eventualmente mejoró sus calificaciones escolares en su último año de preparatoria, de manera que tuvo oportunidad de inscribirse en una universidad de la División I de la NCAA, al terminar en un período de 10 días varios cursos en línea de la Universidad de Brigham Young, los cuales le permitieron subir sus promedios de calificaciones en materias en las que tenía un pobre desempeño escolar (hicieron una película de su vida llamada The Blind Side).

## Carrera universitaria

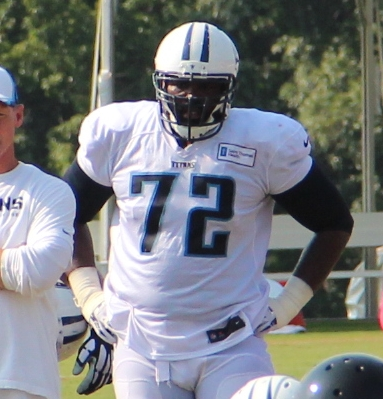
Foto de Michael Oher en la universidad en 2014

Aunque recibió ofertas de becas de Tennessee , LSU, Auburn, Arkansas y Carolina del Sur, Oher finalmente decidió jugar para el entrenador Ed Orgeron en la Universidad de Misisipi. Su decisión de jugar fútbol para Ole Miss Rebels provocó una investigación de la NCAA. La primera cuestión es que el promedio de Oher (GPA) seguía siendo demasiado bajo para satisfacer las necesidades de la División I de la beca en el momento de la oferta de Ole Miss. Esa dificultad fue corregida antes de la graduación, cuando Oher terminó las clases en Brigham Young University.
El segundo tema era la relación de los Tuohy preexistente con la escuela y el hecho de que el entrenador de la escuela secundaria de Oher, Hugh Freeze, fue contratado por Ole Miss veinte días después de que Oher firmó su carta de intención. Freeze afirmó que su posición con Ole Miss no fue un intento para alentar a Oher para asistir a la escuela, sino más bien el resultado de su relación preexistente con el coordinador ofensivo Noel Mazzone de Ole Miss. La NCAA no cerró su caso según sus sospechas de colusión. Sin embargo, se determinó que Ole Miss no había cometido ninguna violación a la NCAA en el reclutamiento de Michael Oher. Freeze fue declarado culpable de violaciones secundarios por ponerse en contacto con reclutas del áreas de Memphis antes de unirse al personal de Ole Miss.
Oher inició en 10 partidos como Guardia durante su primera temporada con los Ole Miss Rebels, convirtiéndose en un estudiante de primer año seleccionado en el primer equipo All-American. Después de cambiar a la posición de Tackle izquierdo para la temporada 2006, fue seleccionado por varios equipos en la pretemporada All-Conference y All-American Oher fue nombrado en el segundo equipo de Conferencia del Sureste (SEC) como liniero ofensivo después de su segunda temporada y en el primer equipo ofensivo SEC después de su temporada júnior. Oher también tuvo éxito académicamente en Ole Miss, y su coeficiente intelectual comprobada aumentó de 20 a 30 puntos entre el momento en que fue medida en los sistemas de escuelas públicas y cuando se midió en la universidad.
El 14 de enero de 2008, Oher declaró que iba a entrar en el NFL Draft del 2008. Sin embargo, dos días después, anunció su retirada del proyecto para terminar su último año de estudios en Ole Miss. Después del temporada 2008 , Oher fue reconocido como un unánime el primer equipo All-American, al cuadro de honor por segunda vez (la primera vez fue su segundo año), y se graduó con una licenciatura en justicia criminal en la primavera de 2009.

## Carrera profesional

### Baltimore Ravens
Ya en 2008, Oher se proyecta como uno de los mejores prospectos para el Draft 2009 de la NFL. Los Baltimore Ravens seleccionaron a Oher n°23 en la primera ronda del Draft 2009 de la NFL. Los Ravens habían adquirido la selección de los New England Patriots a cambio de sus selecciones de primera y quinta ronda. La familia Tuohy estaba allí para ser testigo de la selección de Michael Oher.
El 26 de abril de 2009, se le asignó la camiseta con el número 74, el mismo número de su etapa en Ole Miss. El 30 de julio de 2009, firmó un contrato de 5 años y $ 13,8 millones dólares con los Baltimore Ravens. Comenzó la temporada 2009 como tackle derecho, pero fue movido a tackle izquierdo después de una lesión liniero Jared Gaither. En 8 semanas, volvió a jugar en la derecha.
Oher fue titular en todos los juegos en el 2009, 11 en el tackle derecho y 5 en el tackle izquierdo. Jugó de tackle derecho en su primer partido de la temporada el 10 de enero de 2010, contra New England Patriots, y no permitió una sola captura a su mariscal de campo, los Ravens ganaron 33-14.
Michael Oher fue segundo en las votaciones de la Associated Press para el novato ofensivo de año de la NFL, con 6 votos.
Antes de la temporada 2010 de la NFL , Oher se trasladó a tackle izquierdo. Durante el 2011 en la pretemporada, los Ravens anunciaron que Oher se movería hacia el lado derecho.
El 3 de febrero de 2013 logró el anillo de campeón al derrotar a San Francisco 49ers en el Super Bowl XLVII.

### Tennessee Titans
El sábado 15 de marzo de 2014 Michael Oher firmó un contrato de 19,9 millones de dólares por 4 años con los Tennessee Titans.

### Carolina Panthers
Los Carolina Panthers anunciaron el viernes 6 de marzo de 2015 que Oher firmó un contrato de dos años, un mes después de que el tackle ofensivo fue cortado por los Tennessee Titans. El 17 de junio de 2016, Oher firmó una extensión de contrato de tres años con los Panthers por valor de $21,6 millones con $9,5 millones garantizados. Oher fue colocado en la lista de reservas lesionados el 25 de noviembre de 2016 debido a una conmoción cerebral, habiendo jugado solo tres partidos durante la temporada de 2016. El 20 de julio de 2017, los Panthers liberaron a Oher después de un examen físico fallido.

## Pleito legal con Sean y Leigh Anne Tuohy
Michael Oher, exjugador de la NFL y protagonista de la historia que inspiró la película Un sueño posible (The Blind Side), reveló que nunca fue adoptado legalmente por Sean y Leigh Anne Tuohy, como se dio a entender en la cinta. En lugar de una adopción, lo que firmó en 2004 fue un acuerdo de tutela legal, lo que otorgaba a los Tuohy el control sobre sus decisiones personales y financieras, incluyendo la capacidad de negociar contratos en su nombre.
En agosto de 2023, Oher presentó una demanda contra los Tuohy, argumentando que fue engañado para firmar los documentos de tutela bajo la creencia de que se trataba de una adopción formal. Según su versión, los Tuohy utilizaron esta tutela para beneficiarse económicamente de su historia de vida, en particular a través de las ganancias generadas por la exitosa película Un sueño posible, mientras que él no recibió una compensación equitativa.
La familia Tuohy respondió públicamente negando haber explotado a Oher y sostuvo que la tutela fue la única opción legal disponible en ese momento, ya que Oher ya era mayor de edad (18 años). También afirmaron que cualquier ganancia obtenida por la película fue mínima y que se dividió entre todos los miembros de la familia, incluido Oher.
En septiembre de 2023, un juez del estado de Tennessee revocó oficialmente la tutela, reconociendo que Oher era adulto y que dicha figura legal ya no era necesaria. Sin embargo, el juez no se pronunció sobre si hubo fraude o explotación económica, lo cual quedó pendiente de resolverse en un proceso separado.
Hasta mediados de 2025, el caso ha generado debate y controversia pública, especialmente sobre la veracidad de la narrativa que presentó la película, el papel real que desempeñó la familia Tuohy en la vida de Oher, y los límites éticos y legales del control de imagen y representación de una persona en los medios. El conflicto legal sobre los beneficios económicos sigue abierto, aunque se han reportado intentos de ambas partes para llegar a un acuerdo extrajudicial confidencial, sin que se haya confirmado si se concretó o no.